# August 2013
Portal Geschichte | Portal Biografien | Aktuelle Ereignisse | Jahreskalender | Tagesartikel

◄ |
20. Jahrhundert |
21. Jahrhundert

◄ |
1980er |
1990er |
2000er |
2010er
| 2020er | 2030er | 2040er

◄ |
2009 |
2010 |
2011 |
2012 |
2013
| 2014 | 2015 | 2016 | 2017 | ►

◄ |
Mai 2013 |
Juni 2013 |
Juli 2013 |
August 2013 |
September 2013 |
Oktober 2013 |
November 2013 |
►
Dieser Artikel behandelt tagesbezogene Nachrichten und Ereignisse im August 2013.

## Tagesgeschehen

### Donnerstag, 1. August 2013

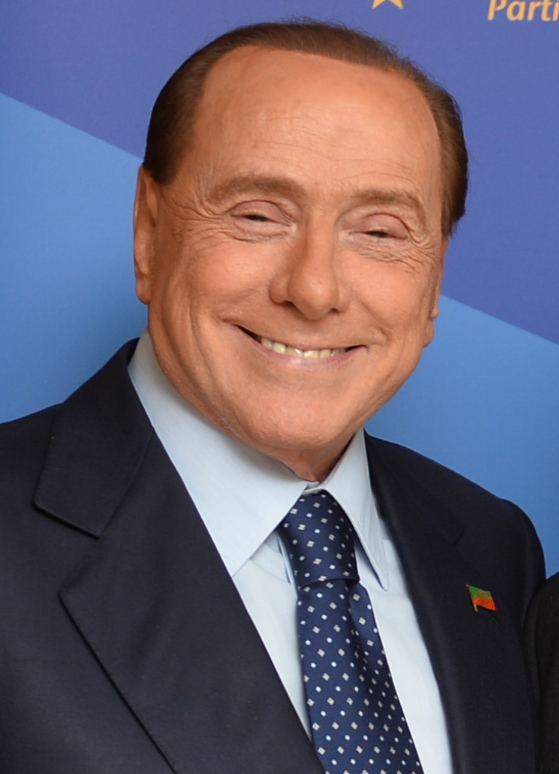
Silvio Berlusconi

- Berlin/Deutschland: In Deutschland tritt der Rechtsanspruch von Eltern auf einen Kindergartenplatz sowie alternativ auf Auszahlung von Betreuungsgeld in Kraft.[1]
- Rom/Italien: Der ehemalige italienische Ministerpräsident Silvio Berlusconi wird durch das oberste Berufungsgericht Italiens letztinstanzlich zu einer Haftstrafe von vier Jahren verurteilt.[2]

### Sonntag, 4. August 2013
- Barcelona/Spanien: Die 15. Schwimmweltmeisterschaften der FINA gehen zu Ende. Die erfolgreichste Nation sind die Vereinigten Staaten mit 34 Medaillen. Die Schwimmer aus Deutschland gewinnen zehn Medaillen, aber zum wiederholten Mal keine Goldmedaille in den klassischen Disziplinen zwischen 50 m und 800 m.[3]
- Funafuti/Tuvalu: Im Parlament wird Enele Sopoaga zum Premierminister Tuvalus gewählt.[4]

### Montag, 5. August 2013

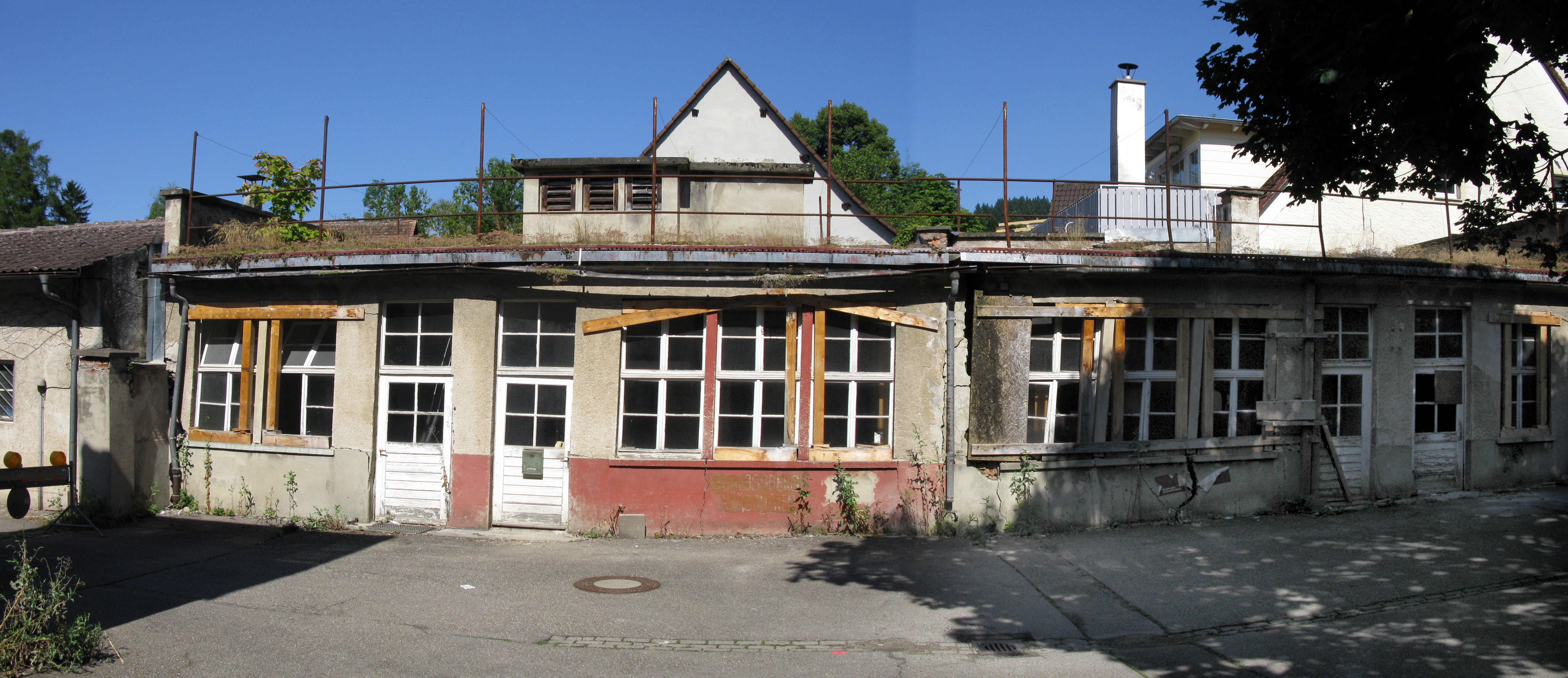
Ehemalige Wäscherei in Staufen am Tag vor dem Abriss

- Staufen/Deutschland: Als erstes der durch Geothermiebohrungen geschädigten Gebäude im Ort wird die ehemalige Wäscherei  abgerissen. Die Stadtverwaltung nutzte die Liegenschaft aus dem Jahr 1915 zuletzt als Werkstatt und Lager.[5][6]

### Dienstag, 6. August 2013
- Berlin/Deutschland: Das Amtsgericht Berlin-Charlottenburg eröffnet das Insolvenzverfahren für den Buchverlag Suhrkamp.[7]
- Nairobi/Kenia: Bei einem Brand auf dem Jomo Kenyatta International Airport werden  die Ankunftshalle und der Einreisebereich komplett zerstört.[8]
- Nürnberg/Deutschland: Das Oberlandesgericht Nürnberg ordnet die Wiederaufnahme des Verfahrens im Fall Gustl Mollath an. Die Rechtskraft des im Jahr 2006 ergangenen Urteils und damit auch die Grundlage der Unterbringung Mollaths entfallen mit dieser Anordnung. Er muss unverzüglich freigelassen werden.[9][10]

### Mittwoch, 7. August 2013
- Prag/Tschechische Republik: Das Abgeordnetenhaus des Parlaments entzieht Ministerpräsident Jiří Rusnok das Vertrauen. Das Haus kann in den nächsten Tagen einen anderen Politiker mit der Regierungsbildung beauftragen, andernfalls steht die Auflösung des Parlaments bevor.[11]
- Washington, D.C./Vereinigte Staaten: Der US-amerikanische Amazon-Gründer Jeff Bezos kauft die Tageszeitung Washington Post.[12]

### Donnerstag, 8. August 2013
- Wien/Österreich: Erstmals seit Beginn der Wetteraufzeichnungen werden in Österreich mit 40,6 Grad in Neusiedl am See im Burgenland und 40,5 Grad in Bad Deutsch-Altenburg in Niederösterreich die 40-Grad-Marke überschritten.[13]

### Freitag, 9. August 2013
- Kopenhagen/Dänemark: In der Regierung Helle Thorning-Schmidt I werden mehrere Ministerposten neu vergeben.
- Mainz/Deutschland: Als Konsequenz nach massiven Zugausfällen im Raum Mainz entlässt Bahnchef Rüdiger Grube einen hochrangigen Manager. Die Einschränkungen im Zugverkehr werden durch zu wenig besetzte Fahrdienstleiter-Stellen verursacht und dauern weiter an.[14]
- München/Deutschland: Der FC Bayern München und Borussia Mönchengladbach eröffnen in der Münchener Allianz Arena die 51. Saison der Fußball-Bundesliga.

### Samstag, 10. August 2013
- Bagdad/Irak: Bei einer Anschlagserie sterben mehr als 50 Menschen in Bagdad.[15]
- Moskau/Russland: Beginn der Leichtathletik-Weltmeisterschaften 2013

### Sonntag, 11. August 2013

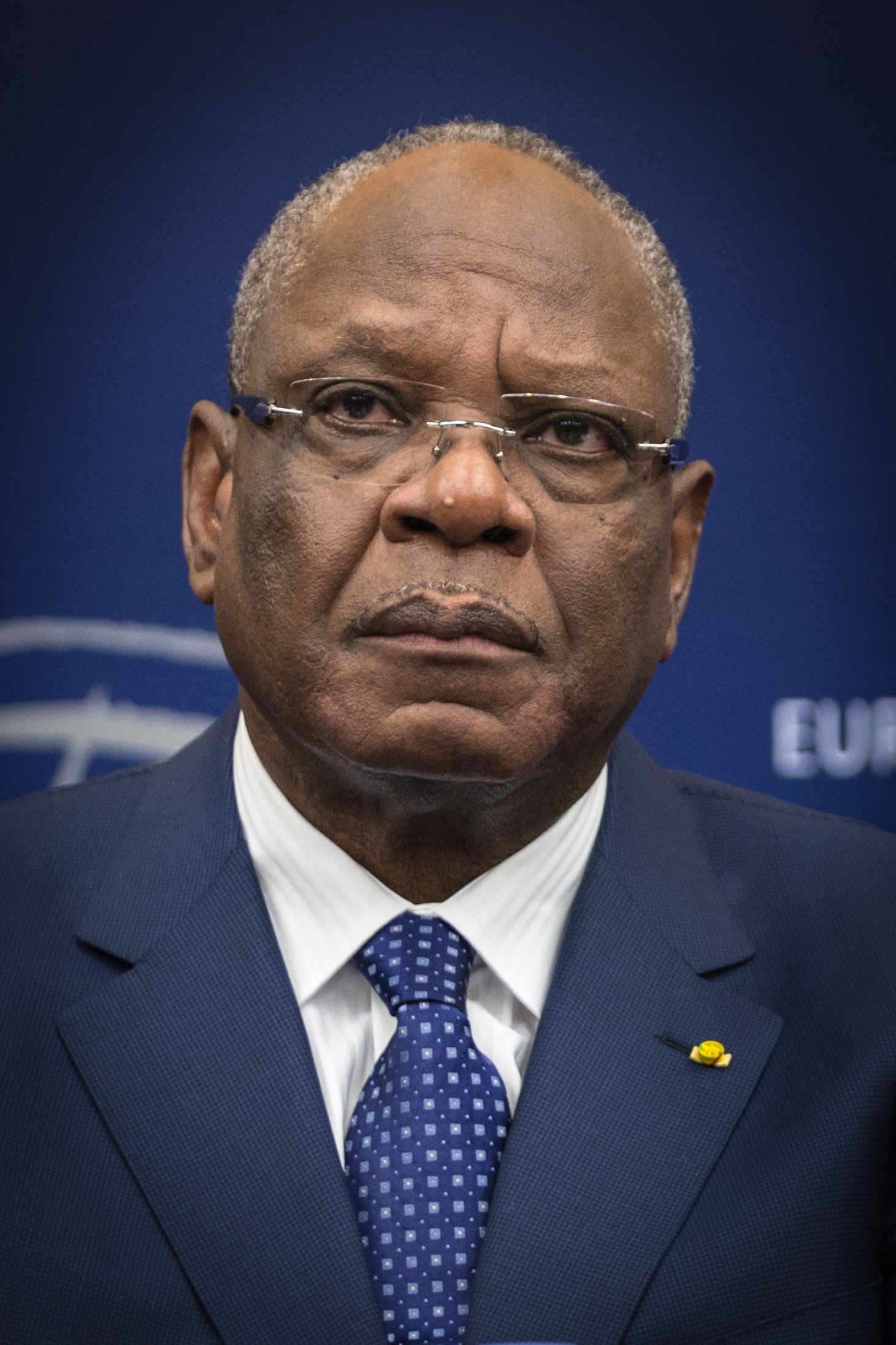
Ibrahim Boubacar Keïta, Dezember 2013

- Bamako/Mali: Die Stichwahl um das Präsidentenamt in Mali gewinnt der frühere Premierminister Ibrahim Boubacar Keïta.[16]
- Konduga/Nigeria: Bei einem Anschlag während des Morgengebets durch die Boko Haram sterben in Konduga in einer Moschee mindestens 44 Menschen.[17]

### Montag, 12. August 2013
- Kochi/Indien: Die Vikrant, der erste Flugzeugträger aus indischer Produktion, läuft vom Stapel.[18]

### Mittwoch, 14. August 2013
- Birmingham/Vereinigte Staaten: In Alabama stürzt ein Airbus A300 der Frachtfluggesellschaft UPS Airlines auf eine Wiese in der Nähe des Flughafens Birmingham-Shuttlesworth International Airport. Beide Piloten sterben.[19]
- Kairo/Ägypten: Nach Eskalation der Gewalt mit Hunderten von Toten zwischen Sicherheitskräften und Anhängern des abgesetzten Präsidenten Mohammed Mursi verhängt Übergangspräsident Adli Mansur den Ausnahmezustand über Ägypten. Vizepräsident Mohammed el-Baradei kündigt aus Protest gegen die Gewalt seinen Rücktritt an.[20]
- Mumbai/Indien: Auf einer Werft in Mumbai ereignen sich auf dem U-Boot Sindhurakshak mehrere Explosionen, die einen Großbrand auslösen. Das Boot sinkt während der Löscharbeiten im flachen Wasser; 18 eingeschlossene Matrosen sterben.[21]

### Donnerstag, 15. August 2013
- Bagdad/Irak: Bei einer Anschlagsserie vor der amerikanischen Botschaft und des irakischen Außenministeriums sterben mindestens 30 Menschen.[22]
- Beirut/Libanon: Bei einem Bombenanschlag der Shia in den Vororten Bir el-Abed und Roueiss sterben mindestens 17 Menschen, 120 weitere werden verletzt.[23]

### Freitag, 16. August 2013
- Cebu/Philippinen: Bei einem Zusammenstoß eines Frachters mit der Fähre St. Thomas of Aquinas sterben mindestens 50 Menschen.[24]

### Sonntag, 18. August 2013

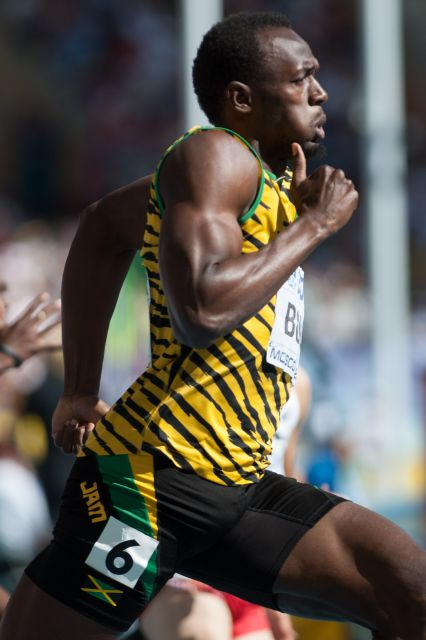
Usain Bolt

- Moskau/Russland: Abschluss der Leichtathletik-Weltmeisterschaften 2013 - Zum Ende der Leichtathletik-Weltmeisterschaften in Moskau hat der jamaikanische Sprinter Usain Bolt seine dritte Goldmedaille gewonnen. Mit insgesamt acht Gold- und zwei Silbermedaillen seit 2007 ist er damit der erfolgreichste Teilnehmer in der WM-Geschichte.

### Montag, 19. August 2013
- Dhamara Ghat/Indien: Bei einem Zugunglück von Pilgern des Katyayani Tempels sterben im Rajya Rani Express in der Nähe des Dhamara Ghat Station im Bundesstaat Bihar mindestens 35 Menschen.[25]
- San Diego/Vereinigte Staaten: Der mexikanische ehemalige Boss des Drogenkartells Tijuana Eduardo Arellano Félix wird vom Bezirksgericht Südkalifornien zu 15 Jahren Haft verurteilt.[26]

### Dienstag, 20. August 2013
- Afghanistan, Pakistan: Nach Überschwemmungen in Pakistan und Afghanistan sterben mindestens 165 Menschen.[27]
- Kota Bharu/Malaysia: Bei einem Busunglück sterben im Genting-Hochland mindestens 37 Menschen.[28]
- Puncak Jaya/Indonesien: Nach einem Busunglück in der Provinz West-Java ertrinken im Fluss Cisarua mindestens 16 Menschen.[29]

### Mittwoch, 21. August 2013
- Anne Arundel County/Vereinigte Staaten: Der Whistleblower Bradley Manning wird auf dem Militärgelände Fort George G. Meade in Maryland zu 35 Jahren Haft wegen Geheimnisverrats verurteilt.[30]
- Ghuta/Syrien: Bei Giftgasangriffen sollen über 1400 Menschen getötet worden sein.[31]

### Donnerstag, 22. August 2013
- Al-Mada'in/Irak: Bei einer Anschlagsserie sterben vor einer Kaserne in Ramadi und einem Hotel in der Provinz al-Anbar mindestens 14 Menschen.[32]
- Santa Cruz de la Sierra/Bolivien: Bei einer Gefängnisrevolte im Palmasola-Gefängnis sterben mindestens fünfzehn Häftlinge.[33]

### Freitag, 23. August 2013

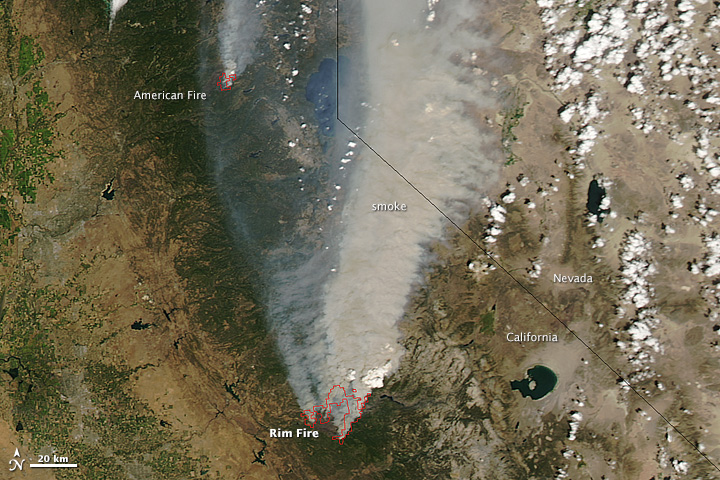
Rim Fire und American Fire auf einer Satellitenaufnahme

- San Francisco/Vereinigte Staaten: Wegen des Rim Fires löst der kalifornische Gouverneur Katastrophenalarm für San Francisco sowie San Francisco County aus.
- Tripolis/Libanon: Bei zwei schweren Explosionen sterben mindestens zehn Menschen.[34]

### Samstag, 24. August 2013
- Přelouč/Tschechien: Beginn der Faustball-Europameisterschaft der Frauen
- Bremen/Deutschland: Acht Vermummte stören eine Wahlkampfveranstaltung der AfD und greifen den Vorsitzenden Bernd Lucke an.[35][36]

### Sonntag, 25. August 2013

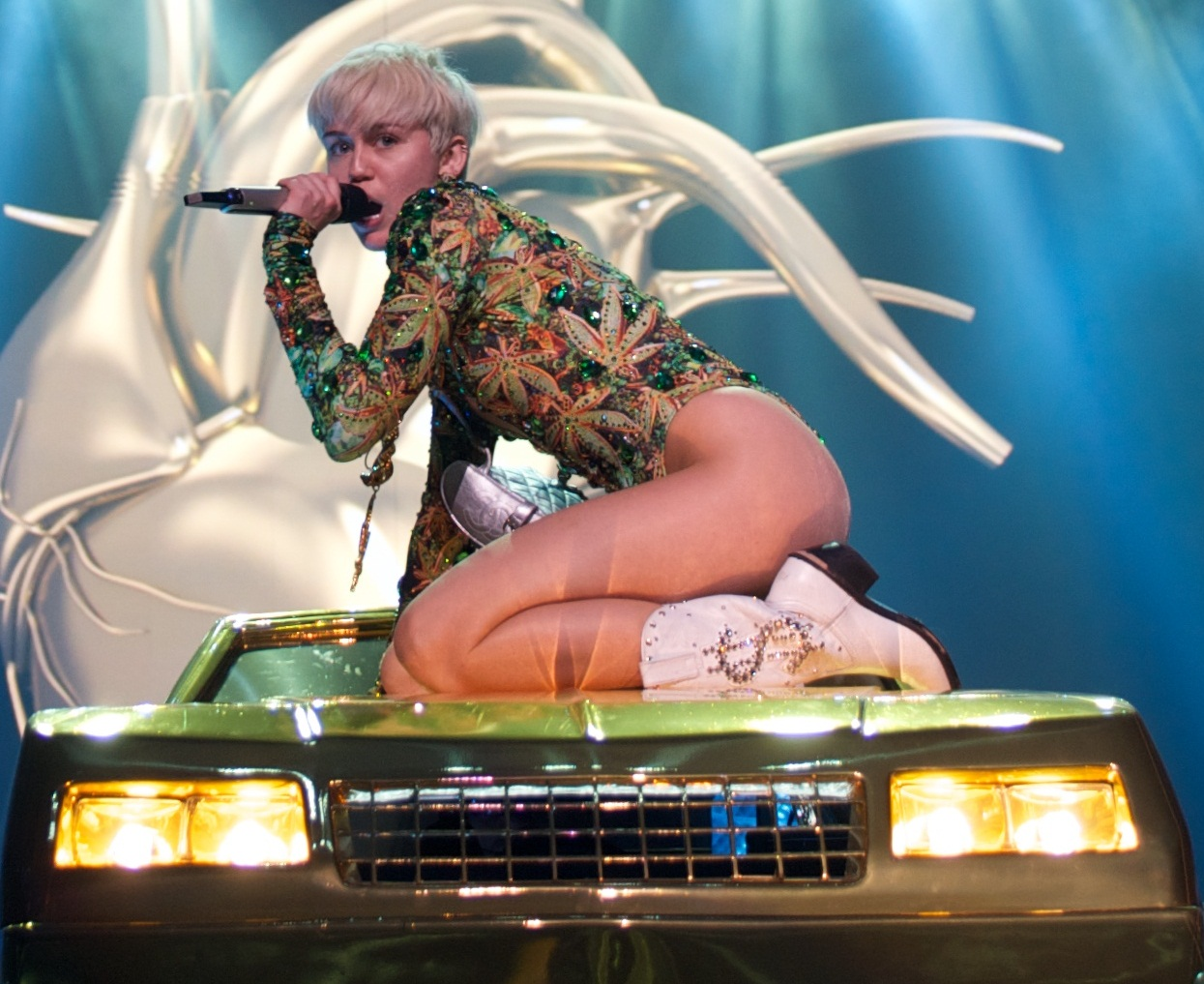
Miley Cyrus, 2014

- Baquba/Irak: Bei einer Anschlagsserie im Gouvernement Diyala sterben mindestens 41 Menschen.[37]
- Vereinigte Staaten: Die Sängerin Miley Cyrus veröffentlicht als Teil der iTunes-Vorbestellung ihres vierten Albums Bangerz durch RCA Records das Lied Wrecking Ball.[38][39]

### Montag, 26. August 2013
- Tarmijah/Irak: Bei zwei Anschlägen in Ninive sterben mindestens 27 Menschen.[40]
- Nordsee/Deutschland: BARD Offshore 1, Deutschlands größter Meereswindpark, wird durch Bundeswirtschaftsminister Philipp Rösler eingeweiht.
- Minsk/Belarus: Wladislaw Baumgertner, der Chef des weltgrößten Kaliproduzenten Uralkali, wird wegen Amtsmissbrauch-Vorwürfen festgenommen.[41]

### Mittwoch, 28. August 2013
- Potsdam/Deutschland: Dietmar Woidke wird als Nachfolger des zurückgetretenen Matthias Platzeck zum Ministerpräsidenten Brandenburgs gewählt.[42]

### Donnerstag, 29. August 2013
- Hannover/Deutschland: Nach einer Affäre um seinen Dienstwagen wird Udo Paschedag, Staatssekretär im Niedersächsischen Ministerium für Ernährung, Landwirtschaft, Verbraucherschutz und Landesentwicklung, von Ministerpräsident Stephan Weil abberufen.[43]

### Freitag, 30. August 2013
- Prag/Tschechien: Mit einem 5:4-Erfolg im Elfmeterschießen gewinnt der FC Bayern München im Finale zum ersten Mal den UEFA Super Cup gegen die Mannschaft des FC Chelsea. Nach regulärer Spielzeit hatte es 1:1, nach Ende der Verlängerung 2:2 gestanden.

### Samstag, 31. August 2013
- Vatikanstaat: Papst Franziskus ernennt Erzbischof Pietro Parolin zu seinem neuen Staatssekretär.[44]